# Panonija (rimska provinca)
Panonija (latinsko Panonnia, grško Παννονια,), rimska provinca, ustanovljena v času cesarja Avgusta po zasedbi Tiberija v letih 12-9 pr. n. št. in zatrtju panonsko-dalmatinskega upora v letih 6-9 n. št..
Panonija, je bilo ozemlje, kjer so živela panonska plemena (Brevki, Andizeti, Amantini, Jazi, pozneje rimska provinca Pannonia. Od 3. stoletja pr. n. št. so se plemena bolj ali manj keltizirala, posebej Boji in Eraviski, ki so prebivali v severnem in zahodnem delu Panonije. Obsegala je zahodni del ozemlja današnje Madžarske, Gradiščansko z Dunajsko kotlino, velik del Hrvaške do Save vključno s srbsko Sremsko Mitrovico in severovzhodno Slovenijo s ptujskim območjem ter Dolenjsko. Mejila je na Norik (vključno s celjsko regijo) in 10. regijo Italije (Benečija in Istra, na vzhodu slovenski del Krasa z Ljubljansko kotlino), na jugu in jugovzhodu Dalmacija, na vzhodu pa Mezija (današnja Srbija); onstran mejne reke Donave pa se je raztezalo z barbari naseljeno ozemlje Barbarik.
O bojih Rimljanov proti Panoncem stari viri poročajo zelo skopo; Siscio (današnji Sisak) so osvojili 119 pr. n. št. Po obrambnih vojnah je v Panonski provinci po  2. stoletja n. št. je začela prevladovati rimska kultura, ki je imela zaradi legijskih taborov močan vojaški značaj. Okoli leta 100 n. št. je bila Panonija administrativno razdeljena na Gornjo Panonijo (Pannonia Superior) na zahodu in na Spodnjo Panonijo (Pannonia Inferior) na vzhodu. Leta 297 je cesar Dioklecijan uvedel novo administrativno organizacijo države (tetrarhija). Panonijo je razdelil na štiri področja in sicer: Gornjo Panonijo je razdelil na Savsko Panonijo na jugu (Pannonia Savia, Ripariensis, Interamnensis) s središčem v Sisciji (Siscia - Sisak) in na Prvo Panonijo na severu (Pannonia Prima, Superior) s sedežem v Savariji (Savaria - Szombathely). Spodnjo Panonijo je razdelil na Drugo Panonijo na jugu (Pannonia Secunda, Inferior, Sirmensis) s sedežem v Sirmiju (Sirmium - Sremska Mitrovica) in na Panonijo Valerijo na severu (Pannonia Valeria, imenovana po hčeri Valeriji) s sedežem v Akvinkumu (Aquincum -  Obuda, ki je sedaj del Budimpešte). Poleg naštetih mest so bili pomembni centri še Vindobona (sedaj Dunaj), Carnuntum (pri vase Petronell-Carnuntum in Bad Deutsch-Altenburg ob Donavi), Arabona (Györ), Brigetio (Komárom), Mursa (Osijek), Taurunum (Zemun), Cimbrianae (Székesfehérvar) in Scarbantia (Sopron).
Panonija je veliko sodelovala v rimskih obrambnih vojnah. Okoli leta 380 so pričeli dele Panonije naseljevati Alani, Goti in Huni. Na začetku 5. stoletja je bila rimska uprava razpuščena. Samo Spodnja Panonija je bila še  pod Vzhodnorimskim imperijem. V 6. stoletja so začeli področje Panonije naseljevati Slovani. Konec 9. in na začetku 10 stoletja pričnejo preko Karpatov prodirati v Podonavsko nižino  Madžari in pritiskati na Slovane z zavzetjem Panonije Valerije in Prve Panonije. Savska in Druga Panonija pa sta ostali poseljeni s Slovani. Od tedaj se ime Panonija postopoma opušča; in se  uporablja samo še kot arhaistična oznaka za Madžarsko (npr. "panonska flora", "panonska kultura").